# 第3.9世代移動通信システム
第3.9世代移動通信システム（だいさんてんきゅうせだいいどうつうしんシステム、略称: 3.9G）とは、第3世代移動通信システム（ITUの定める「IMT-2000」規格）を高度化したものを特に区別する場合に言う。デジタル方式の携帯電話やその通信方式の一つ。モバイルWiMAXやLTEが含まれる。有線と比較すると、実効速度ではおおよそADSL並の通信速度となる。

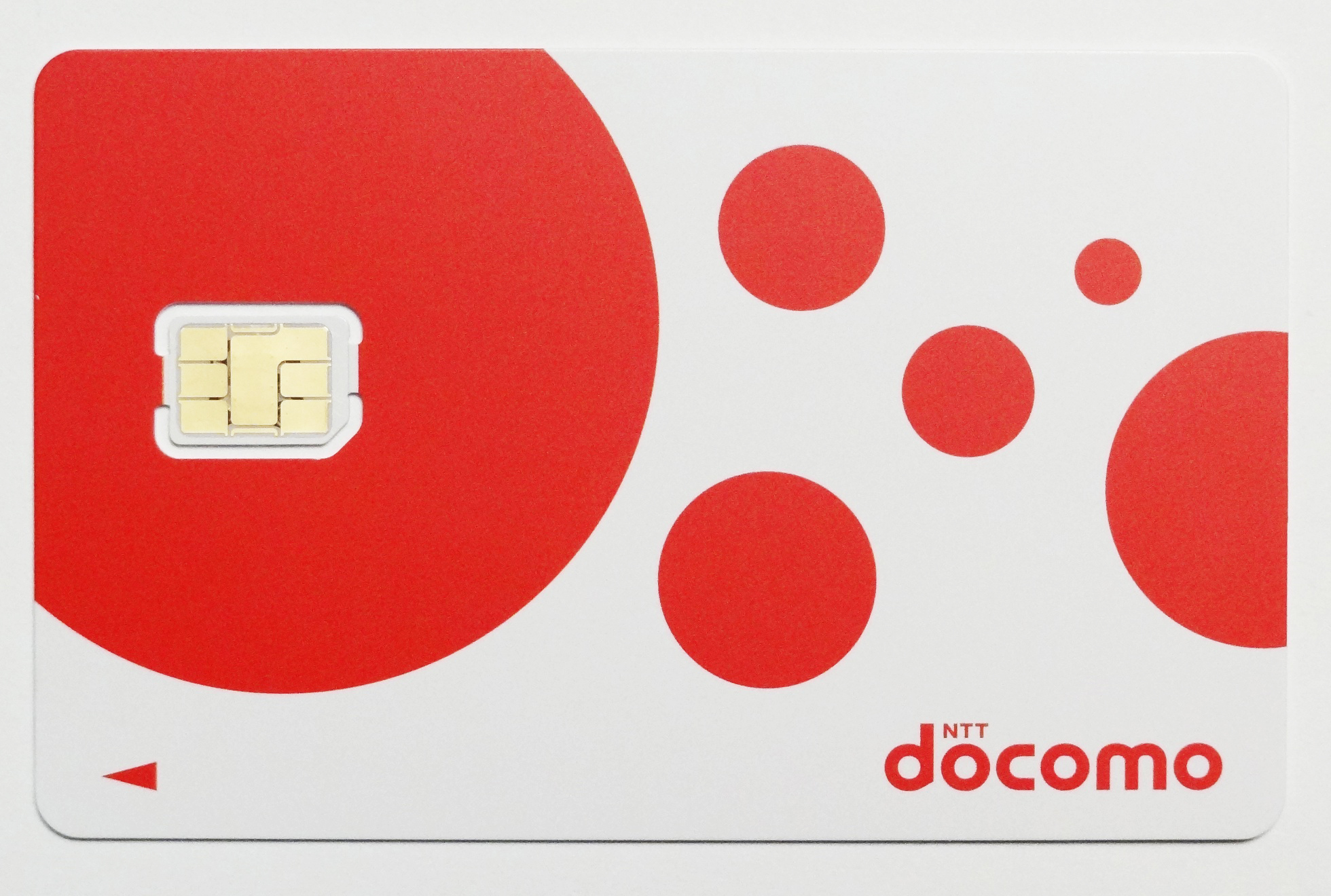
第3.9世代移動通信システムに対応したnanoUIMカード

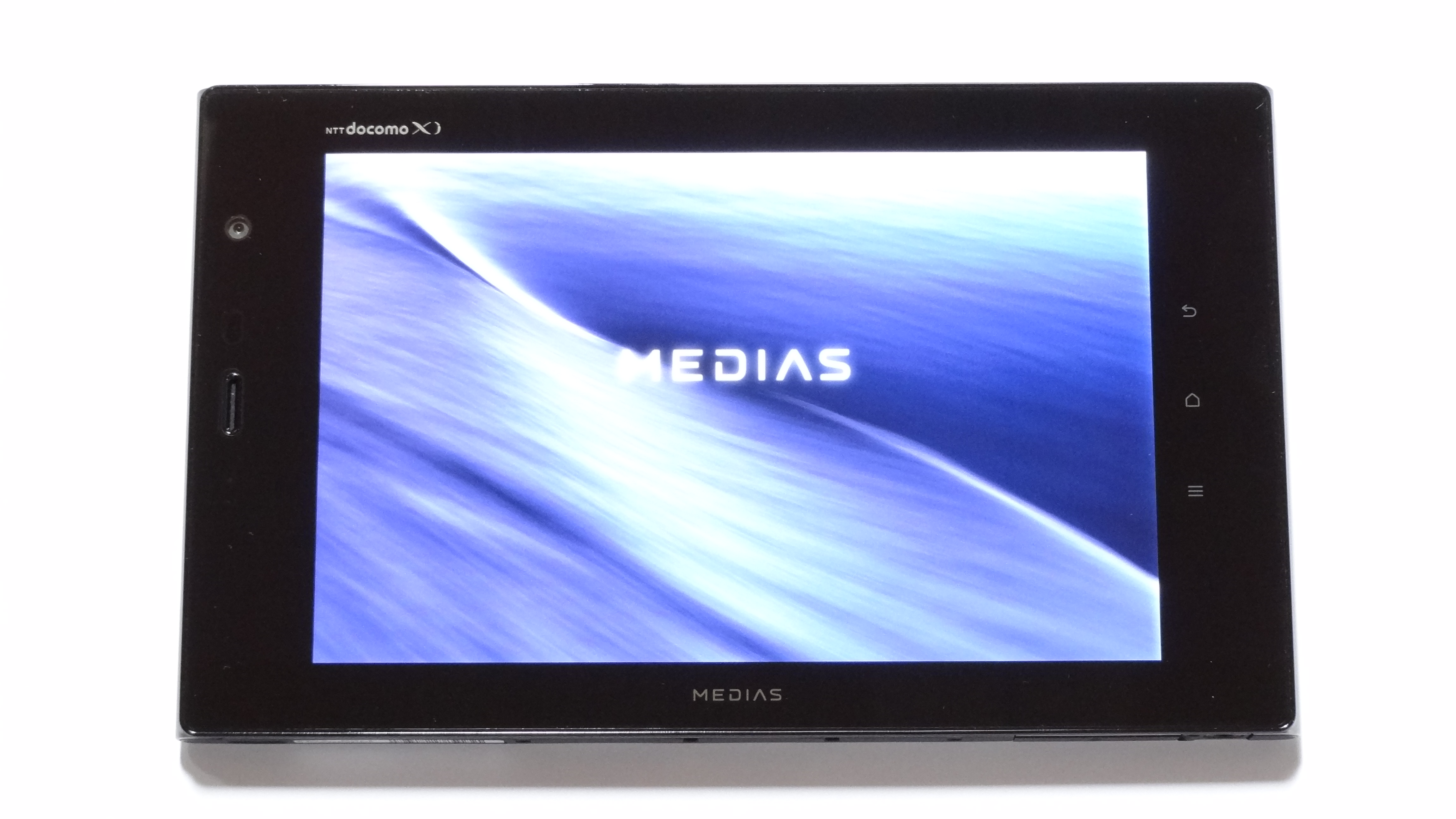
NTTドコモの第3.9世代移動通信システム（Xi）対応タブレット、「MEDIAS TAB N-06D」の画面側 (2012年5月13日)

IMTや3GPPの正式な用語ではなく、本頁で記載する通信規格も商業的には第4世代移動通信システム（4G）、技術的には第3.5世代移動通信システム（3.5G）に区分されたり、Pre-4G、3G Evolutionなどと呼称される。

## 概論
第3世代移動通信システムを高度化する。通信方式にOFDMAなど4Gに近い技術を使用して高度化する。
周波数の有効利用やユーザーの利便性向上が期待されている。

### 日本の状況
日本においては、NTTドコモが、他社に先駆け「Xi（クロッシィ）」として2010年12月24日より、イー・アクセス(イー・モバイル)は「EMOBILE LTE」として2012年3月15日より、KDDI（au）は「au 4G LTE」として、ソフトバンクモバイル（現・ソフトバンク）は「SoftBank 4G LTE」として、ともに2012年9月21日より開始した。周波数帯は、第3世代移動通信システムへ割り当てられた帯域を転用ないしはデュアル利用するケースと、2010年4月1日以降、順次3.9G世代参入希望事業者向けに新たに割り当てられる周波数帯（ただし、従前の3G方式への新規周波数帯利用の追加も可能）を利用する形となる。予定される周波数帯については、第3世代移動通信システム#日本の周波数割り当てを参照。
なお、BWA向け周波数として、UQコミュニケーションズの「UQ WiMAX」と、ウィルコムのWILLCOM CORE XGP（その後、Wireless City Planningが継承し、現在はTD-LTE互換のAXGPサービスへ置き換えられ、ソフトバンクがMVNOとして「SoftBank 4G」サービスを展開中）にそれぞれ2.5GHz帯が割り当てられている。

### 中国の状況
他方、海外では、中華人民共和国の事業者である中国移動（3G世代では、TD-SCDMAを採用）では、当世代の方式として、TD-LTE方式による運用を計画している。一方で、中国聯通と中国電信は、他の地域とのハーモナイズする選択を行い、LTEにてサービスを行う。

## 基本要件
- 下り50Mbps以上、上り25Mbps以上の通信速度
- 周波数利用効率を3.5Gより2～3倍以上に高める
- 低遅延
- オールIPネットワーク
- 国際ローミングが可能
- 4Gへの移行が円滑にできること

## 通信規格
総務省の情報通信審議会において挙げられた通信規格は以下の通り。
- LTE
- UMB
- モバイルWiMAX

## 今後の展開
2008年3月末、読売新聞と日本経済新聞が相次いで、第3世代では他社と異なる規格を採用しているKDDI（連結子会社の沖縄セルラー電話を含む）が、次世代では他社と同じ規格（LTE）を採用する方向で検討していると報じた。また両紙は、実現した場合に総務省が、次世代においては端末とキャリアの完全分離（SIMロック解除）を基本方針とする方向であるとも報じた。
端末とキャリアの分離は、端末メーカーにとっては、会社によって異なる端末を作らなくても済むことから、開発コストの削減につながるとともに、国外メーカーにとっても日本市場参入への障壁が低くなることを意味する。一方各キャリアは、ネットワークインフラとコンテンツ提供に特化し、全く同じ土俵で勝負することとなり、競争がより激化することで、電電公社民営化による固定電話自由化の時のような通信料金の引き下げが期待される。第3世代においては既に一部でこうした分離が行われており、日本通信がNTTドコモの回線のレイヤー2までの回線を借り、MVNOサービスを展開すると共に、MVNEとして、a2network社や日本ヒューレットパッカード、TikiTikiインターネット他数社への回線の再販を行っている。ディズニー・モバイルは端末と通信インフラの部分についてはソフトバンクモバイルから賃借・業務委託（MVNO）し、またECナビケータイは端末と通信インフラの部分についてはKDDIから賃借・業務委託をしている（インフォニックスが構築したセレクトモバイルと称するプラットフォームを利用して展開。しかしブランド価値が思うようにあがらず、2010年10月にインフォニックスは破綻し、プラットフォーム部分はKDDIが継承。2013年中に、4ブランドすべてが終了した）。